# Perfumeのシャンデリアハウス
『Perfumeのシャンデリアハウス』（パフュームのシャンデリアハウス）は、日本テレビで2009年4月11日から6月27日まで毎週土曜日25:40 - 26:10（JST）に放送されていたバラエティ番組である。『HAPPY!』、『Perfumeの気になる子ちゃん』に続き、日本テレビにおけるPerfume出演番組の第3シリーズである。本作を以って1年3ヶ月続いた日本テレビ系列でのPerfumeをメインとする番組が終了した。

## 番組内容

### 概略
都内にある一軒の家、「シャンデリアハウス」には広島から上京した女子大学生三人(Perfume)が同居しており、そこへ毎回違う訪問者（ゲスト）が尋ねてくるという設定で、Perfumeがお笑い芸人たちとともに台本とアドリブが混在する寸劇仕立てのドラマに挑戦する、シチュエーション・コメディである。

## 出演者

### レギュラー
- Perfume（大本彩乃、樫野有香、西脇綾香）

### ゲスト
| 放送話 | 題名                                   | 放送日        | ゲスト                                                       |
| ------ | -------------------------------------- | ------------- | ------------------------------------------------------------ |
| 第1話  | 「ミステリーなサークル勧誘!」          | 2009年4月11日 | ロバート、光浦靖子                                           |
| 第2話  | 「私のハートが盗まれた!?」             | 2009年4月18日 | バナナマン                                                   |
| 第3話  | 「赤ちゃんとテクノカットがやってきた」 | 2009年4月25日 | オードリー、にしおかすみこ                                   |
| 第4話  | 「合コンの女王降臨」                   | 2009年5月2日  | 大島美幸（森三中）、近藤春菜（ハリセンボン）、畑中しんじろう |
| 第5話  | 「恋人はイケメンロッカー!?」           | 2009年5月9日  | 狩野英孝、ほっしゃん。                                       |
| 第6話  | 「たちまち広島はサイコーじゃけぇ」     | 2009年5月16日 | アンガールズ、竹原慎二                                       |
| 第7話  | 「逃げ出した花嫁」                     | 2009年5月23日 | 南海キャンディーズ                                           |
| 第8話  | 「私 泥棒猫じゃないもん!」             | 2009年5月30日 | ビビる大木、フォーリンラブ                                   |
| 第9話  | 「おかしな国際交流!?」                 | 2009年6月6日  | 髭男爵、光浦靖子                                             |
| 第10話 | 「謎の怪盗団、現る!」                  | 2009年6月13日 | 森三中                                                       |
| 第11話 | 「恋のプライベートレッスン!?」         | 2009年6月20日 | バカリズム、ふかわりょう                                     |
| 第12話 | 「さよなら、シャンデリアハウス!?」     | 2009年6月27日 | インパルス                                                   |

## ネット局
| 放送対象地域   | 放送局                  | 系列           | 放送日時                 | 備考         |
| -------------- | ----------------------- | -------------- | ------------------------ | ------------ |
| 関東広域圏     | 日本テレビ（NTV）       | 日本テレビ系列 | 土曜 25時40分 - 26時10分 | 制作局       |
| 香川県・岡山県 | 西日本放送（RNC）       | 日本テレビ系列 | 月曜 24時29分 - 24時59分 | 9日遅れ      |
| 福岡県         | 福岡放送（FBS）         | 日本テレビ系列 | 水曜 24時59分 - 25時29分 | 11日遅れ     |
| 鹿児島県       | 鹿児島読売テレビ（KYT） | 日本テレビ系列 | 木曜 24時38分 - 25時08分 | 12日遅れ     |
| 福島県         | 福島中央テレビ（FCT）   | 日本テレビ系列 | 日曜 16時25分 - 16時55分 | 36日遅れ     |
| 新潟県         | テレビ新潟（TeNY）      | 日本テレビ系列 | 土曜 24時55分 - 25時25分 | 280日遅れ    |
| 大分県         | 大分放送（OBS）         | TBS系列        | 水曜 23時59分 - 24時29分 | 116日遅れ    |
| 兵庫県         | サンテレビジョン（SUN） | 独立UHF局      | 金曜 20時54分 - 21時24分 | 1年271日遅れ |

## スタッフ
- 構成：石塚祐介、酒井健作、谷岡由紀、平出尚人、桜井すべいし
- TM：江村多加司
- SW：野口弘
- CAM：佐々木悦代
- 音声：大森博子
- VE：岡 靖
- 照明：石川陽一
- 技術協力：千代田ビデオ、読売映像
- 美術：松崎純一、熊崎真知子
- 美術協力：日本テレビアート
- CG：小城功夫（glow）
- HP：鍛冶真紀子（4cast）
- 音効：森山顕仁（ヘンドリックス）
- TK：大岡伸江
- EED：小川洋行
- MA：白子七恵
- 編成：戸田一也、鯉渕友康、安島隆、東井文太
- AP：近藤照代
- デスク：山本恭代
- PR：柳沢典子
- ディレクター：西川竜介、荻原博喜、山崎勝、渡邊正人
- 演出：渡辺政次
- プロデューサー：小林正典、植野浩之、錦信次、成瀬広靖、金沢紀子
- チーフプロデューサー：竹内尊実
- 企画制作：日テレ
- 製作協力：IVSテレビ制作
- 製作著作：D.N.ドリームパートナーズ・アミューズソフトエンタテインメント

## DVD
- Perfume in HAPPYで気になるシャンデリアハウス 販売元:アミューズソフトエンタテインメント （2009年9月25日発売）
「Perfumeのシャンデリアハウス」全話と「HAPPY!」「Perfumeの気になる子ちゃん」の傑作映像を含めたDVD-BOX